# Tony Paeleman

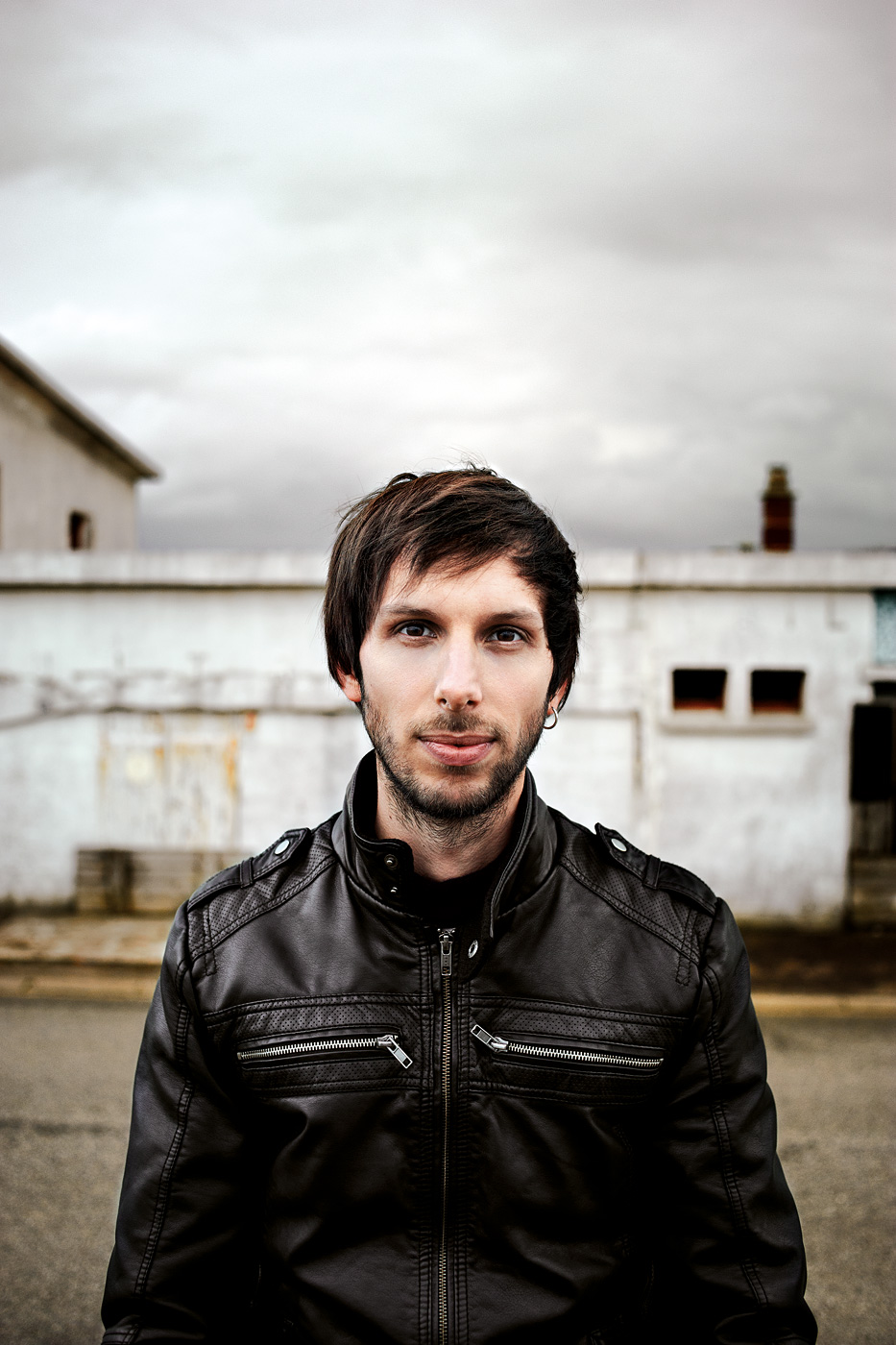
Tony Paeleman, 2013

Tony Paeleman (* 4. November 1981 in Nizza) ist ein französischer Keyboarder des Jazz.

## Werdegang
Paeleman besuchte von 2000 bis 2005 das Konservatorium seiner Geburtsstadt und wechselte dann nach Paris, wo er seine Studien am Conservatoire national supérieur de musique et de danse de Paris mit einem Preis für Jazz und Improvisationsmusik abschloss. Er tritt regelmäßig in den Jazzclubs von Paris auf und ist einer der Leiter der Band 117 Elements; 2012 gründete er zudem ein akustisches Quartett, mit dem er das Album Slow Motion vorlegte. Vincent Peirani lud ihn zum SWR Jazz Meeting 2013 ein; er ist auf dessen Album Living Being (ACT) zu hören.
Weiter gehört er zu Christian Vanders Offering. Auch trat er mit Émile Parisien, Fredrika Stahl, Malia, Karen Lano, Guillaume Perret und der Ivan Jullien Big Band auf. Er tourte auch durch Spanien, die Schweiz, Finnland, Russland, die Türkei und Amerika. Paeleman ist zudem auf Alben von Christophe Willem, Jussi Paavola, Olivier Bogé (Imaginary Traveler), Grand Macabout, Rémi Vignolo, Karl Jannuska (The Halfway Tree) und Anne Paceos Band Circle zu hören.

## Diskographische Hinweise
- Tony Paeleman Quartet Slow Motion (Paris Jazz Underground Records/Absilone Socadisc 2013).
- 117 Elements Flash Memory (Bloomdido/Musicast 2014)
- The Watershed Inhale/Exhale (Shed Music-Absilone 2014)
- 117 Elements Dark Flow (Shed Music-Absilone 2016)
- Camera Obscura (Shed Music 2017, mit Julien Pontvianne, Nicolas Moreaux, Karl Jannuska sowie Christophe Panzani, Émile Parisien, Antonin-Tri Hoang, Pierre Perchaud, Sonia Cat-Berro)[4]
- The Fuse (Shed Music, 2021), mit  Julien Herné, Stéphane Huchard